# Luck (Fernsehserie)
Luck ist eine US-amerikanische Fernsehserie, die in der Welt des Pferdesports und des Glücksspiels angesiedelt ist. Hauptdarsteller und Produzent ist Dustin Hoffman. Die US-amerikanische Premiere erfolgte am 11. Dezember 2011 auf HBO. Die deutsche Erstausstrahlung erfolgte am 9. Oktober 2012 bei TNT Serie. Nach dem Tod von drei Pferden wurde die Serie nach neun Folgen eingestellt, obwohl sie zuvor bereits für eine zweite Staffel verlängert wurde. Als Grund für die Absetzung wurde genannt, dass man Unfälle trotz „höchster Sicherheitsstandards“ nicht komplett ausschließen könne.

## Handlung
Die Hauptfigur ist Chester Bernstein. Zu Beginn der Staffel wird Chester aus dem Gefängnis entlassen, nachdem er in mehrere illegale Geschäfte verwickelt war, von Betrug an Spielcasinos bis zur Geldwäsche. Aus dem Gefängnis entlassen, setzt Chester alles daran, mit seinem Partner Gus Demitriou und dem Pferdetrainer Turo Escalante wieder zu Reichtum zu gelangen, dafür kaufen sie ein vielversprechendes Rennpferd und planen eine Pferderennstrecke unter ihren Einfluss zu bringen.
Ein Nebenstrang der Handlung stellt die Planung der Rache Aces an Mike Smythe dar, weswegen Ace drei Jahre im Gefängnis saß.

## Figuren
- Chester „Ace“ Bernstein ist die Hauptfigur. Ace ist ein ehemaliger Gangster, der nach seiner Haftstrafe auf Rache sinnt.
- Gus Demitriou ist Chesters ehemaliger Chauffeur und Freund, der im Casino fünf Millionen Dollar gewann.
- Turo Escalante ist ein peruanischer Einwanderer, ein begnadeter Pferdetrainer, der seinen Erfolg auch verrufenen Taktiken verdankt.
- Joey Rathburn ist ein Jockeyvermittler.
- Marcus Becker ist der Anführer einer Vierergruppe von Spielern, die Lonnie, Renzo und Jerry umfasst.
- Jerry Boyle hat die Gabe die richtigen Pferde auszuwählen.
- Renzo Calagari nicht der hellste Spieler im Bunde.
- Lonnie McHinery ist ein erfolgloser Möchtegernspieler, der erst später Mitglied der Gruppe wird.
- Rosie Shanahan arbeitet für Mr Walter und will ein erfolgreicher Jockey werden.
- Walter Smith ist ein erfahrener Trainer, der seine Hoffnungen auf ein vielversprechendes Fohlen setzt.

## Besetzung und Synchronisation
Die deutsche Synchronisation entstand unter der Dialogregie von Benedikt Rabanus durch die Synchronfirma Film- & Fernseh-Synchron in München.
| Rollenname              | Schauspieler   | Synchronsprecher        |
| ----------------------- | -------------- | ----------------------- |
| Chester „Ace“ Bernstein | Dustin Hoffman | Joachim Kerzel          |
| Gus Demitriou           | Dennis Farina  | Bert Franzke            |
| Turo Escalante          | John Ortiz     | Marcantonio Moschettini |
| Joey Rathburn           | Richard Kind   | Christoph Jablonka      |
| Jo Carter               | Jill Hennessy  | Anke Reitzenstein       |
| Marcus Becker           | Kevin Dunn     | Wolfgang Müller         |
| Lonnie McHinery         | Ian Hart       | Jakob Riedl             |
| Renzo Calagari          | Ritchie Coster | Lennardt Krüger         |
| Jerry Boylei            | Jason Gedrick  | Pascal Breuer           |
| Rosie Shanahan          | Kerry Condon   | Anke Kortemeier         |
| Walter Smith            | Nick Nolte     | Tommi Piper             |